# Уилер, Бёртон Кендалл
Бёртон Кендалл Уилер (англ. Burton Kendall Wheeler; 27 февраля 1882, Хадсон, округ Мидлсекс, Массачусетс — 6 января 1975, Вашингтон) — американский юрист и политик, сенатор США от штата Монтана (1923—1947). Первоначально представлял левое крыло Демократической партии, позже перешёл к либералам, а в конечном итоге оказался на изоляционистском правом фланге. На президентских выборах 1924 года был кандидатов в вице-президенты от Прогрессивной партии во главе с Робертом Лафоллетом. Изначально поддержал Новый курс президента Франклина Рузвельта, в 1937 году перешёл в оппозицию действовавшей администрации в связи с законопроектом о расширении состава Верховного суда США. После окончания политической карьеры он возвратился к юридической практике и жил в Вашингтоне до самой смерти.

## Рождение и молодость
Бёртон Уилер родился в Хадсоне, штат Массачусетс, в семье Мэри Элизабет Райс (урождённой Тайлер) и Асы Леонарда Уилера. Он вырос в Массачусетсе, обучаясь в государственных школах. Сначала он работал стенографистом в Бостоне, позже он поступил на юридический факультет Мичиганского университета, который он окончил в 1905 году. Сначала он хотел поселиться в Сиэтле, но, остановившись в Монтане, проиграл свои вещи в покер. В результате Уилер поселился там и начал заниматься юридической практикой.

## Политическая деятельность
В 1920 году Уилер баллотировался на пост губернатора штата Монтана, легко победив на праймериз демократов и получив поддержку Беспартийной Лиги на выборах, однако проиграл кандидату-республиканцу Джозефу Диксону.
В 1922 году Уилер баллотировался в Сенат от Демократической партии и был избран с результатов в 55 % голосов избирателей, победив конгрессмена Карла Риддика. Он покинул Демократическую партию в 1924 и баллотировался на пост вице-президента от Прогрессивной партии во главе с Робертом Лафоллетом. В итоге им удалось победить в штате Висконсин.
В 1925 году против Уилера было начато расследование со стороны Блэра Коана, следователя Министерства юстиции из Чикаго, который подозревал сенатора в причастности к коммунистическому заговору.
Уилер вернулся в Демократическую партию после выборов, на которых республиканец Калвин Кулидж одержал уверенную победу. Он проработал в Сенате в общей сложности четыре срока (переизбирался в 1928, 1934 и 1940 годах).
Во время Второй Мировой войны Уилер выступал против вступления в конфликт США. Поскольку напряженность в Европе росла, он поддержал антивоенный Первый комитет Америки, оказав нацистское приветствие на митинге в поддержку комитета в 1941 году (биограф Уилера заявил, что это был Салют Беллами). После нападения Японии на Перл-Харбор Уилер поддержал объявление войны стране.
В 1946 году Уилер проиграл на праймериз Демократической партии Лейфу Эриксону, который критиковал его за изоляционистские взгляды. В итоге Эриксон проиграл республиканцу Залесу Эктону.
В дальнейшем Уилер занимался юридической практикой в Вашингтоне.

## Смерть
Уилер умер в возрасте 92 лет 6 января 1975 года в Вашингтоне и похоронен на кладбище Рок Крик. Его дом в Бьютте является национальной исторической достопримечательностью в знак признания его политической роли.